# Keppel Bank
O Keppel Bank (em chinês: 吉宝达利银行, pinyin: Jíbǎou Dálì Yínháng) foi uma organização de serviços financeiros baseada em Singapura formado através de uma fusão de Keppel Bank e Tat Lee Amontona o 26 de dezembro de 1998. Foi adquirido por Oversea-Empresa Bancária Chinesa (OCBC) em agosto de 2001 e esteve integrado ao OCBC Bank em 2002.

## História
O banco esteve formado o 26 de dezembro de 1998 quando o banco adquiriu à Instituição financeira de Singapura, Tat Lee Bank. O banco esteve formado em 1990, quando a empresa adquiriu Asia Bank Commercial. 
O banco formou uma aliança estratégica com a Aliança Bancária Irlandesa em 1999, o qual deixou AIB para tomar acima de 24.9% participação no banco. Em 2001, o banco esteve privatizado e devinha uma filial de Keppel Holdings Capitals Ltd (KCH), quando parte de um reestruturar de KCH. Sua companhia de pai foi adquirida por OCBC, operativamente e legalmente integrado com ele em 2002.